# Pascal Jolyot
Pascal Jolyot (Fontainebleau, 26 de julio de 1958) es un deportista francés que compitió en esgrima, especialista en la modalidad de florete.
Participó en dos Juegos Olímpicos de Verano en los años 1980 y 1984, obteniendo tres medallas, oro y plata en Moscú 1980 y bronce en Los Ángeles 1984. Ganó tres medallas de plata en el Campeonato Mundial de Esgrima entre los años 1978 y 1982.

## Palmarés internacional
| Juegos Olímpicos   | Juegos Olímpicos             | Juegos Olímpicos  | Juegos Olímpicos    |
| Año                | Lugar                        | Medalla           | Prueba              |
| ------------------ | ---------------------------- | ----------------- | ------------------- |
| 1980               | Moscú (URSS)                 | Medalla de oro    | Florete por equipos |
| 1980               | Moscú (URSS)                 | Medalla de plata  | Florete individual  |
| 1984               | Los Ángeles (Estados Unidos) | Medalla de bronce | Florete por equipos |
| Campeonato Mundial |                              |                   |                     |
| Año                | Lugar                        | Medalla           | Prueba              |
| 1978               | Hamburgo (RFA)               | Medalla de plata  | Florete por equipos |
| 1979               | Melbourne (Australia)        | Medalla de plata  | Florete individual  |
| 1982               | Roma (Italia)                | Medalla de plata  | Florete por equipos |